# José María Orellana Pinto
José María Orellana Pinto (El Jícaro, 11 luglio 1872 – Antigua Guatemala, 26 settembre 1926) è stato un politico e generale guatemalteco.
È stato il Presidente del Guatemala dal dicembre 1921 al settembre 1926, ossia fino alla morte avvenuta in circostanze misteriose.